# Суліца
Суліца (рум. Sulița) — село у повіті Ботошані в Румунії. Адміністративний центр комуни Суліца.
Село розташоване на відстані 362 км на північ від Бухареста, 22 км на південний схід від Ботошань, 73 км на північний захід від Ясс.

## Населення
За даними перепису населення 2002 року у селі проживала 1261 особа, з них 1258 осіб (99,8%) румунів. Рідною мовою 1260 осіб (99,9%) назвали румунську.